# 国立劇場おきなわ
国立劇場おきなわ（こくりつげきじょうおきなわ、英語：National Theatre Okinawa）は、2004年1月18日に沖縄県浦添市に開場した劇場である。全国で5番目に開場した国立劇場で、沖縄伝統芸能の保存振興を図ることを主な目的として設置された。

## 経緯
沖縄県が日本に復帰した1972年に組踊は国の重要無形文化財に指定された。しかし当時、継承者の育成、調査研究を行う施設が存在せず、1987年に沖縄県が国に劇場建設についての要望書を提出した。それを受けて、1997年から文化庁や当時の沖縄開発庁は、劇場の設置計画の検討と建設費予算の計上を行い、また沖縄総合事務局は公募により設計者を高松伸建築設計事務所に決定した。2000年11月28日に浦添市勢理客で起工、2003年7月31日に完成、一か月後の8月31日に落成式を行った。設置計画から建設当初まで使用された仮称の「国立組踊劇場」は2002年に名称選定公募により「国立劇場おきなわ」が正式に決定された。劇場は2004年1月18日に開場し、1月23日のこけら落としの公演には天皇皇后が臨席した。その際には、玉城朝薫の五番作の一つ「執心鐘入」を鑑賞し、天皇は「国立劇場 沖縄に開き　執心鐘入 見ちやるうれしや」という琉歌を詠んでいる。2014年1月には、開場10周年を迎え秋篠宮・同妃臨席のもと、「国立劇場おきなわ開場10周年記念式典」行いさまざまな記念公演が開かれた。当劇場は独立行政法人日本芸術文化振興会が所有する施設であるが、運営・管理は公益財団法人国立劇場おきなわ運営財団に委託されている。

## 施設
延床面積は14,729 m2の、地上3階また地下1階の劇場で、大劇場は632席、小劇場は255席の客席数を擁する。
施設外観として、琉球王国時代の家屋などを基にしたデザインで設計され、外壁は斜めに交差した網代形の竹組みをモチーフにしている。屋根には琉球瓦や琉球石灰岩を、海に近く塩害を防ぐ為に外壁には耐食性の高いプレキャストコンクリートを使用している。2006年には第47回建築業協会賞（BCS賞）、2008年には第11回公共建築賞を受賞している。
劇場の施設である大劇場、小劇場、稽古室等は、一般の使用申し込みができる。また2005年から人間国宝の指導者の下で組踊研修を実施している。

## アクセス
- 建物に隣接して設けられている「国立劇場おきなわ（結の街）」バス停のほか、「国立劇場前」バス停、国道58号沿いにある「勢理客」バス停を利用する。

- 糸満バスターミナルから以下のバス路線で「国立劇場おきなわ（結の街）」下車徒歩約1分
  - 334番 （国立劇場おきなわ線・結の街発着便） - 沖縄バス
- 南城市役所から以下のバス路線で「国立劇場おきなわ（結の街）」下車徒歩約1分
  - 309番 （大里結の街線） - 沖縄バス
  - 339番 （南城結の街線・結の街発着便） - 沖縄バス
- 那覇バスターミナルから以下のバス路線で「国立劇場前」下車徒歩約3分
  - 32番 （コンベンションセンター線・サンエーパルコシティ前経由便） - 沖縄バス
  - 334番 （国立劇場おきなわ線・サンエーパルコシティ前行き便） - 沖縄バス
  - 339番 （南城結の街線・サンエーパルコシティ前行き便） - 沖縄バス
  - 385番 （サンエーパルコシティ線） - 沖縄バス
- 那覇空港から以下バス路線で「勢理客」下車徒歩約4 - 5分
  - 99番 （天久新都心線） - 琉球バス交通
  - 120番 （名護西空港線） - 琉球バス交通、沖縄バス
- 那覇バスターミナルから以下のバス路線で「勢理客」下車徒歩約4 - 5分
  - 20番 （名護西線） - 琉球バス交通、沖縄バス
  - 23番 （具志川線） - 琉球バス交通
  - 27番 （屋慶名(大謝名)線） - 琉球バス交通、沖縄バス
  - 28番 （読谷(楚辺)線） - 琉球バス交通、沖縄バス
  - 29番 （読谷(喜名)線） - 琉球バス交通、沖縄バス
  - 31番 （泡瀬西線） - 東陽バス
  - 32番 （コンベンションセンター線） - 沖縄バス
  - 43番 （北谷線） - 沖縄バス
  - 47番 （てだこ線） - 沖縄バス　※市道沿いのバス停に停車
  - 52番 （与勝線） - 沖縄バス
  - 63番 （謝苅線） - 琉球バス交通
  - 77番 （名護東(辺野古)線） - 沖縄バス
  - 80番 （与那城線） - 沖縄バス
  - 87番 （赤嶺てだこ線） - 沖縄バス　※市道沿いのバス停に停車
  - 99番 （天久新都心線） - 琉球バス交通
  - 110番 （長田具志川線） - 琉球バス交通
  - 120番 （名護西空港線） - 琉球バス交通、沖縄バス
- 沖縄都市モノレールおもろまち駅前広場から以下のバス路線で「勢理客」下車徒歩約4 - 5分
  - 223番 （具志川おもろまち線） - 琉球バス交通
  - 227番 （屋慶名おもろまち線） - 琉球バス交通、沖縄バス
  - 228番 （読谷おもろまち線） - 琉球バス交通、沖縄バス
  - 263番 （謝苅おもろまち線） - 琉球バス交通